# Championnat du Lesotho de football 2018-2019
Navigation
Édition précédente Édition suivante
La saison 2018-2019 du Championnat du Lesotho de football est la cinquantième édition du championnat de première division au Lesotho. Les quatorze équipes engagées sont regroupées au sein d'une poule unique où elles affrontent deux fois leurs adversaires, à domicile et à l'extérieur. En fin de saison, les deux derniers du classement sont relégués et remplacés par les deux meilleurs clubs de deuxième division.
Le Matlama FC remporte son dixième titre.

## Participants
- Lesotho Defence Force FC
- Likhopo FC
- FC Kick 4 Life
- Lesotho Correctional Services
- Matlama FC
- Linare FC
- LMPS FC
- Lioli FC
- Bantu FC
- Liphakoe FC
- Sefothafotha FC
- Galaxy Hlotse FC - Promu de D2
- Majantja FC
- Swallows Mazenod FC - Promu de D2

## Compétition

### Classement
Le classement est établi sur le barème de points classique : victoire à 3 points, match nul à 1, défaite à 0.
| Rang | Équipe                        | Pts | J  | G  | N  | P  | Bp | Bc | Diff |
| ---- | ----------------------------- | --- | -- | -- | -- | -- | -- | -- | ---- |
| 1    | Matlama FC                    | 62  | 26 | 20 | 2  | 4  | 53 | 13 | +40  |
| 2    | Bantu FCT                     | 60  | 26 | 18 | 6  | 2  | 52 | 11 | +41  |
| 3    | Lesotho Correctional Services | 49  | 26 | 14 | 7  | 5  | 33 | 14 | +19  |
| 4    | Lesotho Defence Force FC      | 44  | 26 | 12 | 8  | 6  | 23 | 19 | +4   |
| 5    | FC Kick 4 Life                | 38  | 26 | 11 | 5  | 10 | 29 | 30 | -1   |
| 6    | LMPS FC                       | 37  | 26 | 10 | 7  | 9  | 22 | 19 | +3   |
| 7    | Lioli FC                      | 36  | 26 | 11 | 3  | 12 | 28 | 22 | +6   |
| 8    | Liphakoe FC                   | 36  | 26 | 9  | 9  | 8  | 25 | 21 | +4   |
| 9    | Sefothafotha FC               | 30  | 26 | 6  | 12 | 8  | 21 | 26 | -5   |
| 10   | Likhopo FC                    | 29  | 26 | 9  | 2  | 53 | 21 | 43 | -22  |
| 11   | Linare FC                     | 26  | 26 | 6  | 8  | 12 | 21 | 30 | -9   |
| 12   | Swallows Mazenod FC P         | 21  | 26 | 5  | 6  | 15 | 17 | 46 | -29  |
| 13   | Galaxy Hlotse FC P            | 19  | 26 | 5  | 4  | 17 | 16 | 34 | -18  |
| 14   | Majantja FC                   | 17  | 26 | 4  | 5  | 17 | 21 | 54 | -33  |

|  | Qualification pour la Ligue des champions de la CAF 2019-2020                           |
|  | Qualification pour la Coupe de la confédération 2019-2020                               |
|  | Relégation directe en deuxième division                                                 |
|  | T : Tenant du titre C : Vainqueur de la Coupe du Lesotho P : Promu de deuxième division |

## Bilan de la saison
| Championnat du Lesotho de football 2018-2019                        |                                   |
| Champion                                                            | Matlama Football Club (10e titre) |
| Qualifications continentales                                        |                                   |
| Ligue des champions de la CAF 2019-2020                             | Matlama Football Club             |
| Coupe de la confédération 2019-2020                                 | Bantu Football Club               |
| Promotions et relégations                                           |                                   |
| Promus en Championnat du Lesotho de football                        | Lifofane                          |
| Promus en Championnat du Lesotho de football                        | Lijabatho                         |
| Relégués en Championnat du Lesotho de football de deuxième division | Galaxy Hlotse FC                  |
| Relégués en Championnat du Lesotho de football de deuxième division | Majantja Football Club            |